# 90 Virginis
90 Virginis (p Virginis) é uma estrela na direção da Virgo. Possui uma ascensão reta de 13h 54m 42.20s e uma declinação de −01° 30′ 11.1″. Sua magnitude aparente é igual a 5.16. Considerando sua distância de 254 anos-luz em relação à Terra, sua magnitude absoluta é igual a 0.70. Pertence à classe espectral K2III.